# Hubert Lyman Clark
Hubert Lyman Clark, född den 9 januari 1870 i Amherst, Massachusetts, död den 31 juli 1947 i Cambridge, Massachusetts, var en amerikansk zoolog.
Clark studerade vid Amherst College och Johns Hopkins University; mellan 1899 och 1905 var han professor i biologi vid Olivet College. Från 1905 arbetade han som assistent i invertebrat zoologi på Museum of Comparative Zoology vid Harvard University. Han var kurator för tagghudingar mellan 1910 och 1927 samt kurator för marina invertebrater och docent i zoologi från 1927. Han tilldelades Clarkemedaljen 1947.